# Stawiany Pińczowskie
Stawiany Pińczowskie – przystanek osobowy, niegdyś stacja kolejowa we Stawianach, w gminie Kije, w powiecie pińczowskim, w województwie świętokrzyskim, w Polsce. Ze stacji odchodziła rozebrana już linia kolejowa prowadząca do stacji Pińczów Towarowy.